# Lipotimia
La lipotimia è una sensazione di improvvisa debolezza che non comporta la completa perdita della coscienza. Tuttavia esistono altre definizioni di lipotimia come breve e parziale perdita dello stato di coscienza con o senza sintomi neurovegetativi. Inoltre in letteratura è possibile trovare un altro termine "pre-lipotimia" per indicare i sintomi prodromi non seguiti dalla perdita dello stato di coscienza. Per questo motivo le recenti linee guida della Società Italiana di Cardiologia suggeriscono di evitare l'utilizzo di questi due termini, sebbene presente ancora in svariati testi di semeiotica, e di uniformarsi alla terminologia internazionale che distingue la sincope dalla presincope. Per pre-sincope o prodromo sincopale si intende l'insieme dei sintomi prodromi a cui può seguire la sincope ovvero la perdita transitoria dello stato di coscienza dovuta ad una ipoperfusione cerebrale acuta. La sincope può anche non essere preceduta dalla presincope.

## Eziologia
Nella lipotimia si ha una transitoria ridotta ossigenazione del cervello in genere per un abbassamento della pressione arteriosa o della frequenza cardiaca. La causa può essere la stanchezza, il calore eccessivo, scarsa o cattiva ossigenazione nell'ambiente, emorragie, ustioni, traumi fisici o emotivi, ipoglicemia (basso tasso di zuccheri nel sangue) e così via. In generale le cause che possono causare sincope possono causare anche lipotimia.
L'eziologia di natura cardiovascolare contraddistingue la lipotimia e la sincope dall'attacco epilettico.

## Sintomi
È caratterizzata da segnali premonitori, quali pallore, sudore freddo, vertigini e nausea che vanno ad aggravarsi fino alla breve perdita di coscienza.